# Casa museo Carmelo Cammarata
La casa museo Carmelo Cammarata è un museo di Bivona, comune italiano della provincia di Agrigento in Sicilia.

## Descrizione

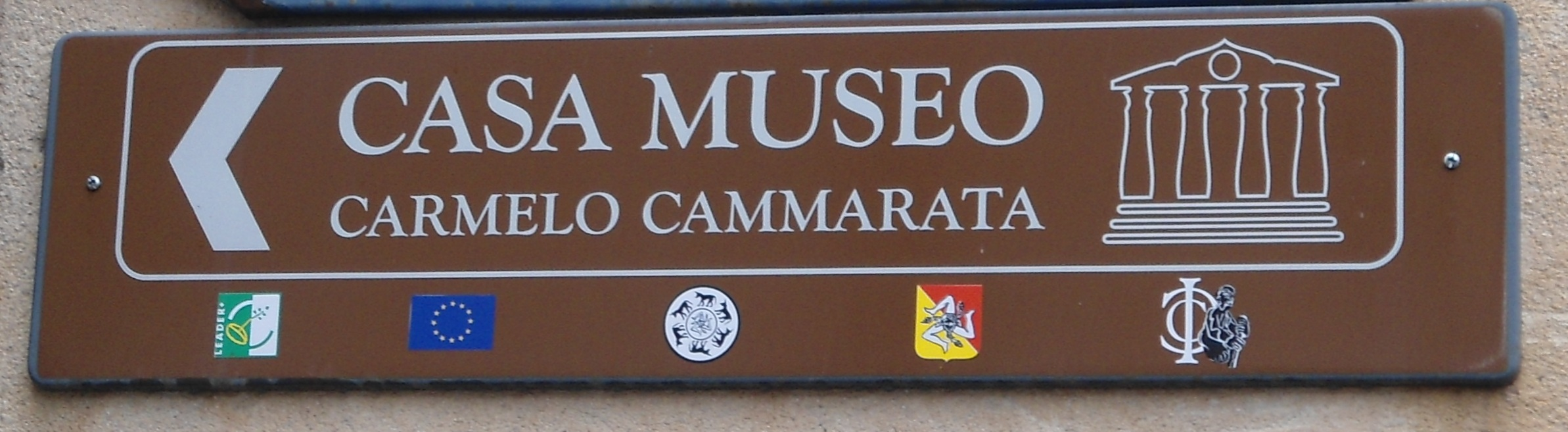
Targa della casa museo

Ospita alcune opere in legno, alabastro e arenaria dello scultore locale Carmelo Cammarata (1924-1999), realizzate secondo tecniche tipiche della scultura siciliana. Alla casa-museo, che occupa la bottega dell'artista, è annesso l'omonimo istituto finalizzato alla valorizzazione della sua opera.
Si tratta della prima sede museale di Bivona; nel febbraio 2009 è stata visitata da Vittorio Sgarbi.
La casa museo ospita anche alcune opere di Renato Guttuso e di Gianbecchina, entrambi amici dello scultore bivonese.

## Opere

### Sculture in alabastro

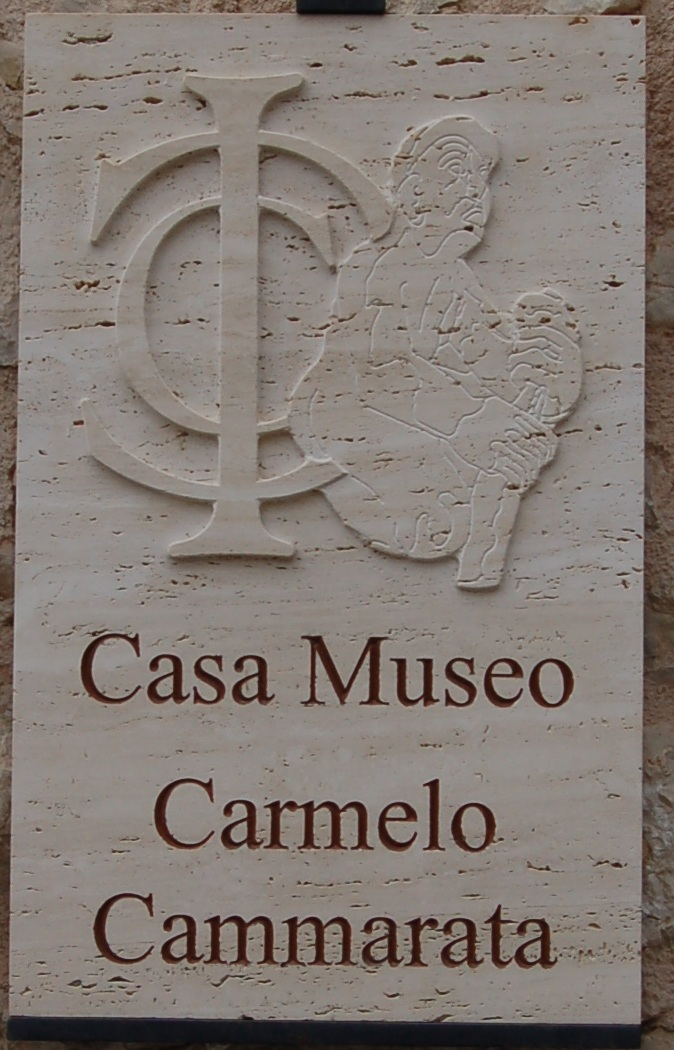
Logo dell'Istituzione Culturale Carmelo Cammarata

- Contadini al torchio
- Contadino con zappa
- Uomo con sacca sulle spalle
- La fatica del lavoro
- Uomo che sorregge l'amico

### Sculture in legno
- Ritratto (1974)
- Ritratto (1976)
- Maternità (1979)
- Donna con bambino